# 호나이촌 (니가타현 이와후네군)
호나이촌(保内村)은 니가타현 이와후네군에 있던 촌이다. 

## 역사
- 1901년 11월 1일 - 이와후네군 호나이촌이 성립하였다.
- 1954년 12월 1일 - 이와후네군 가나야촌과 합병해 아라카와정이 되어 소멸하였다.

## 교통

### 철도
- 일본국유철도 (현 동일본 여객철도)
  - 우에쓰 본선

### 도로
- 1급 국도
  - 국도 제7호선

## 참고문헌
- 『市町村名変遷辞典』東京堂出版、1990年。